# Distretto di Gulistan (Uzbekistan)
Il distretto di Gulistan (usbeco Guliston) è uno degli 8 distretti della Regione di Sirdaryo, in Uzbekistan. Il capoluogo è Dehkonobod.